# Tadeusz Stolarski

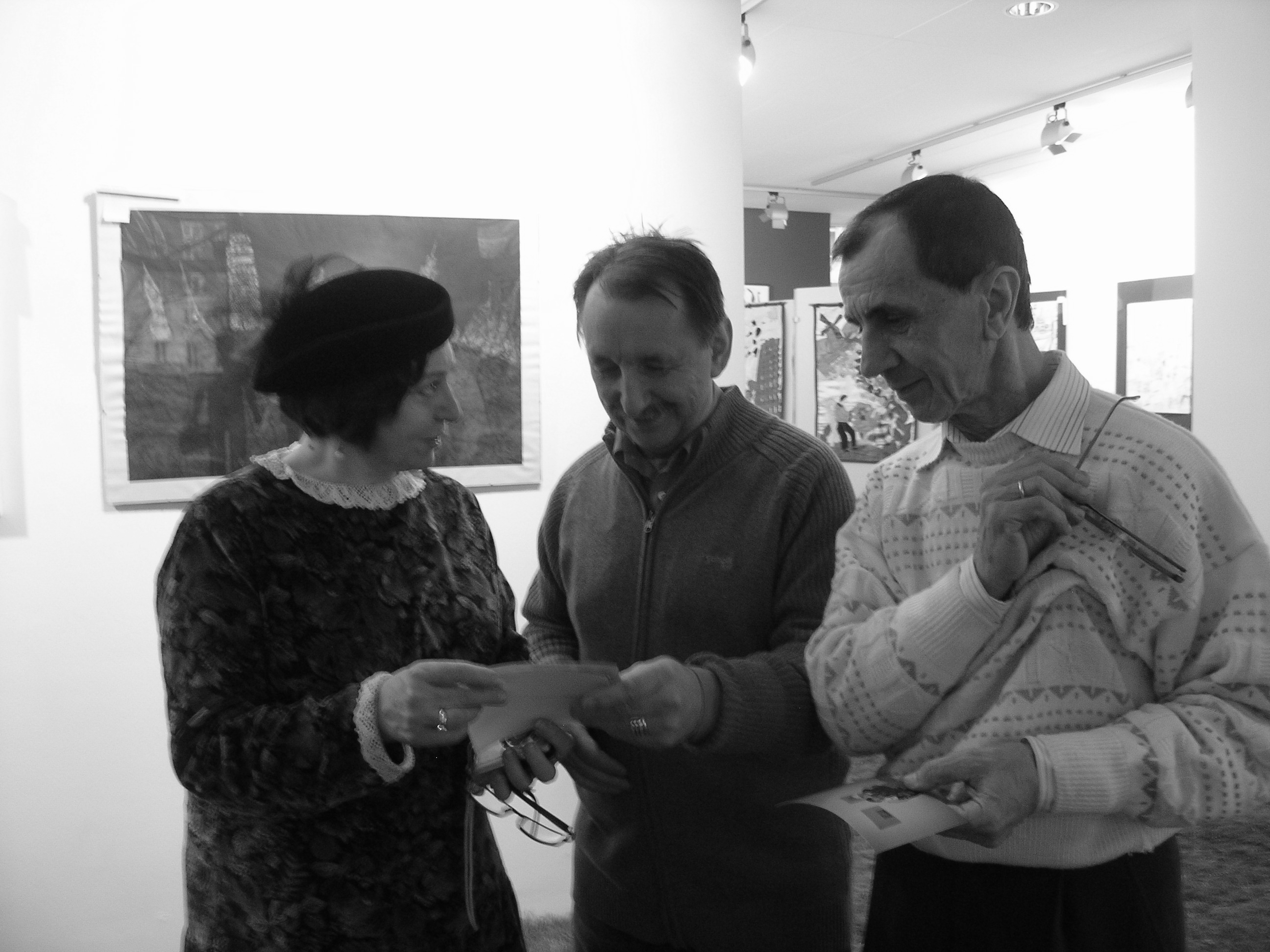
Muzyk jazzowy January Zaradny (z prawej) i Tadeusz Stolarski (w środku) podczas uroczystości związanych z odsłonięciem tablicy na Domu Marty Mirskiej w Alei Wyzwolenia 9 w Warszawie w 20 rocznicę śmierci Artystki – 15 listopada 2011 r.

Tadeusz Stolarski – polski artysta plastyk, popularyzator dawnej piosenki, właściciel firmy fonograficznej Teddy Records.
Posiada wykształcenie plastyczne. Jako malarz preferuje technikę olejną i akwarele. W swojej karierze artystycznej miał również epizod witrażysty, kiedy to wykonywał witraże na zamówienie w Paryżu. W latach 70 – XX wieku, był projektantem okładek płyt winylowych dla znanych włoskich firm fonograficznych.  
On i jego rodzice byli wieloletnimi przyjaciółmi piosenkarki Marty Mirskiej. Wraz z dziennikarzem i publicystą Januszem Świądrem, jest autorem książki Marta Mirska – Gloria i gehenna (Wydawnictwo Muzyczne Polihymnia; Lublin; 2011; ISBN 978-83-7270-924-0), w której zawarł swoje osobiste wspomnienia o artystce.   

## Działalność fonograficzna

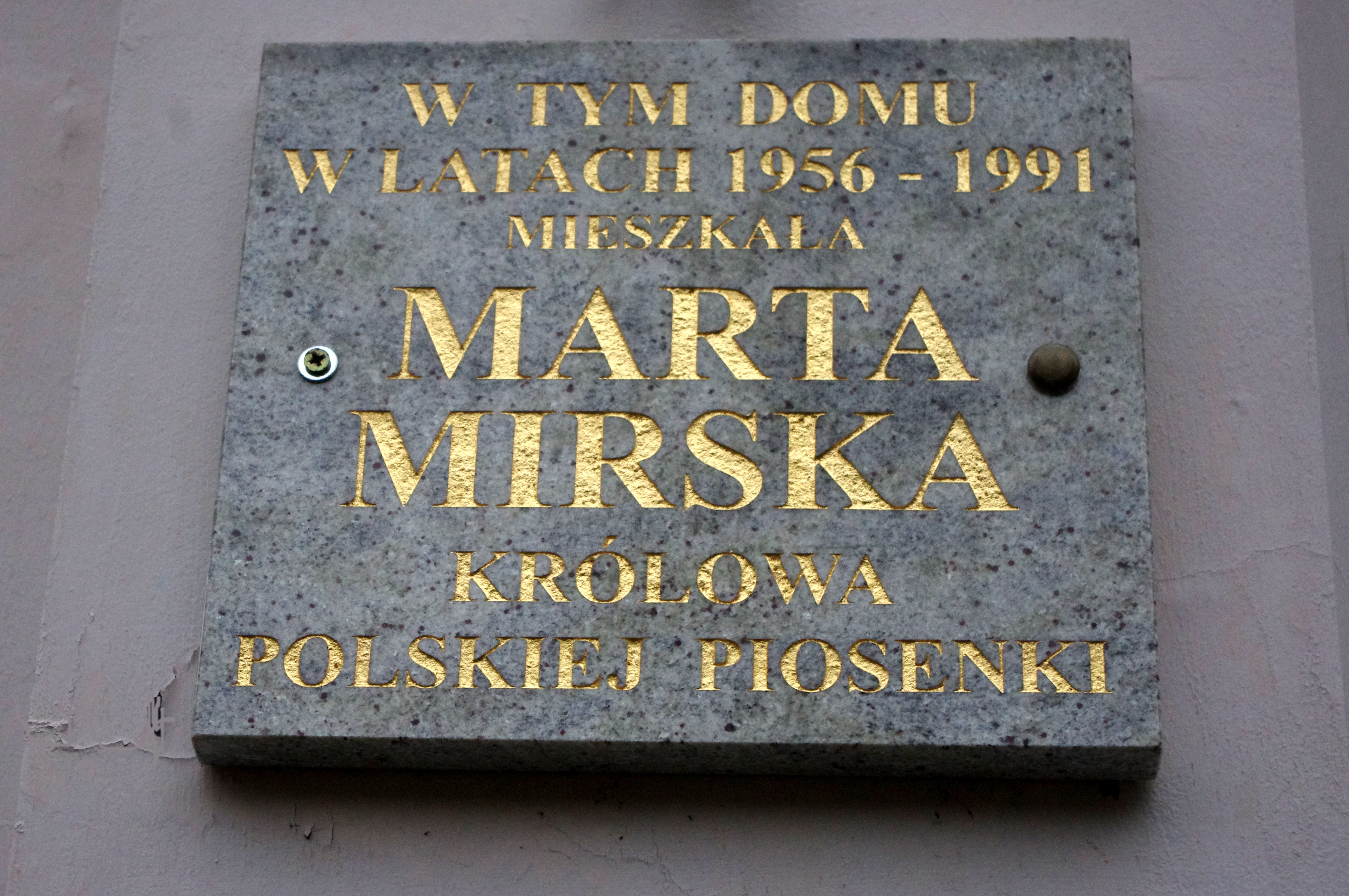
Tablica na Domu Marty Mirskiej w Alei Wyzwolenia 9 w Warszawie (odsłonięcie tablicy w 20 rocznicę śmierci artystki w 2011), ufundowana przez Teddy Records

Jest założycielem i właścicielem znanej firmy fonograficznej Teddy Records, specjalizującej się w wydawaniu starych polskich nagrań z płyt szelakowych i winylowych oraz ich remasteringiem. Autor szaty graficznej do większości płyt. Nakładem jego wydawnictwa ukazały się między innymi płyty takich polskich artystów jak: Olgierd Buczek, Wiera Gran, Zenon Jaruga, Janusz Gniatkowski, Włodzimierz Kotarba, Wiesława Drojecka, Zofia Terné, Renata Bogdańska (Irena Anders), Hanka Ordonówna, Zbigniew Rawicz, trio Zylska, Danek, Gniatkowski, Ludmiła Jakubczak, Tadeusz Miller, Bożena Grabowska, Jadwiga Czerwińska, Tadeusz Skrzypczak, Bogna Sokorska, Regina Bielska, Jan Woroszyło czy większość nagrań Marty Mirskiej. Znaczna część z prezentowanych artystów lub nagrań nigdy wcześniej nie była prezentowana na płytach kompaktowych. Poza polskimi artystami na płytach Teddy Records znaleźli się także Connie Francis, Paul Anka, Bobby Darin czy Robertino Loreti. 
Z okazji 20 rocznicy śmierci Marty Mirskiej, firma Teddy Records ufundowała tablicę na domu przy Alei Wyzwolenia 9 w Warszawie, gdzie mieszkała piosenkarka. Odsłonięcie miało miejsce 15 listopada 2011 r.